# Nadășu
Nadășu – wieś w Rumunii, w okręgu Kluż, w gminie Izvoru Crișului. W 2011 roku liczyła 958 mieszkańców.